# Charles de Bourbon Busset
Pour les autres membres de la famille, voir Maison de Bourbon Busset.
Ne doit pas être confondu avec Charles de Bourbon Busset (baron de Vésigneux).
Charles de Bourbon Busset, comte de Busset, né le 4 août 1945 à Boulogne-Billancourt, est l'ancien maire de Ballancourt-sur-Essonne et le fils du diplomate et académicien français Jacques de Bourbon Busset.

## Biographie
Descendant des barons de Busset (branche aînée non dynaste des capétiens, issue des ducs de Bourbon), Charles de Bourbon est le fils aîné de l'écrivain Jacques de Bourbon Busset, comte de Busset, et de Laurence Ballande, fille du capitaine de vaisseau Charles Ballande qui, en 1907, participa au débarquement à Casablanca.
Ingénieur civil des mines de Paris, sa carrière professionnelle s'est déroulée dans l'informatique. A ce titre il a participé, à la fin des années 70, chez CII-HB à la définition de la New Network Architecture puis de DSA qui deviendra la base du modèle OSI normalisé par l'ISO.
De 1983 à 1998 il est maire adjoint de Ballancourt-sur-Essonne, puis maire de 1998 à 2014 comme le furent son grand-père, François de Bourbon de 1919 à 1945 et son père de 1956 à 1965. Il ne se représente pas au poste de maire lors des élections municipales de 2014, laissant la tête de liste à son premier adjoint, Jacques Mione, divers droite, élu au deuxième tour lors d'une quadrangulaire. Charles de Bourbon est élu conseiller municipal, membre des commissions des Finances et du Plan local d'urbanisme. De 2002 à 2004, il est le premier président de la communauté de communes du Val d'Essonne.
Il a épouse en 1971 Anne-Marie (Ariane) Faguer, nièce de l'écrivain Philippe Daudy, dont il a eu 4 enfants :
- Christine de Bourbon (née le 3 janvier 1973), épouse en 2003 Christophe de Lignaud de Lussac
- Philippe de Bourbon (né le 14 avril 1976), épouse en 2013 Mariana Botero Piedrahita
- Agnès de Bourbon (née le 3 août 1978), épouse en 2003 Jean-Werner de t'Serclaes de Wommerson
- Laurence de Bourbon (née le 22 juin 1984)